# Манштейн, Альбрехт Густав фон
Альбрехт Эренрайх Густав фон Манштейн (нем. Albrecht Ehrenreich Gustav von Manstein; 24 августа 1805 — 11 мая 1877) — прусский генерал, участник франко-прусской войны, потомок Кристофа Германа фон Манштейна.

## Биография
Родился 24 августа 1805 года. В военную службу вступил в 1822 году в 3-й пехотный полк. В 1841 году произведён в старшие лейтенанты и назначен старшим адъютантом при штабе 1-го армейского корпуса.
К 1863 году Манштейн дослужился до чина генерал-лейтенанта и командующего 6-й дивизией. Отличился в 1864 году во время Датской войны.
В австро-прусской войне 1866 года Манштейн командовал резервом 1-й армии и своими действиями решил в пользу Пруссии исход Кёниггрецкого сражения. За это он 20 сентября был награждён орденом Pour le Mérite.
В 1867 году Манштейн был назначен командующим 9-го армейского корпуса и в следующем году произведён в генералы от инфантерии.
Во время франко-прусской войны Манштейн отличился при Гравелоте, далее он с успехом действовал на Луаре, под Орлеаном и в Ле-Мане. 27 декабря 1870 года российский император Александр II пожаловал Манштейну орден св. Георгия 4-й степени
В воздаяние отличной храбрости и военных подвигов, оказанных во время военных действий во Франции.
В 1873 году Манштейн вышел в отставку и скончался 11 мая 1877 года в Фленсбурге.
Альбрехт Густав фон Манштейн был приёмным дедом фельдмаршала Эриха фон Левински, также называемого Манштейном.

## Награды
Королевства Пруссия:
- Крест за выслугу лет[нем.]
- Орден «Pour le Mérite» (21 апреля 1864)[2]; дубовые листья (20 сентября 1866)[3]
- Орден Красного орла 2-го класса со звездой, дубовыми листьями; мечи к ордену (1864)
- Орден Красного орла 1-го класса с дубовыми листьями и мечами (1864)
- Железный крест 1-го класса и 2-го класса на чёрной ленте (1870)[4]
- Королевский орден Дома Гогенцоллернов большой командорский крест с бриллиантами и мечами (16 июня 1871)[5]
- Орден Красного орла большой крест с дубовыми листьями, мечами на кольце и числом «50» (3 октября 1872)[6]
- Орден Чёрного орла (29 июля 1873)[7]

Прочие:
- Орден Святого Георгия 4-го класса (Российская империя)
- Военный орден Марии Терезии рыцарский крест (Австро-Венгрия)
- Орден Людвига большой крест (великое герцогство Гессен)
- Крест «За военные заслуги» (Гессен)[нем.] (великое герцогство Гессен)
- Крест «За военные заслуги» (Мекленбрг)[нем.] 1-го класса (великое герцогство  Мекленбург-Шверин)
- Крест «За отличие на войне»[нем.] (великое герцогство Мекленбург-Стрелиц)
- Орден Вендской короны большой крест с короной в золоте (великие герцогства Мекленбург-Шверин и Мекленбург-Стрелиц)